# Глоксен, Джина
Джи́на Гло́ксен (англ. Gina Glocksen; 4 июля 1984, Тинли-Парк, Иллинойс, США) — американская певица. В 2007 году заняла 9-е место в 6-м сезоне музыкальном шоу «American Idol». Также она появлялась в 5-м сезоне шоу.

## Личная жизнь
С 31 ноября 2008 года Джина замужем за учителем естественных наук и музыкантом Джо Рузикой (род.1976), с которым она встречалась 3 года до их свадьбы. У супругов есть дочь — Дэйнерис Джозефин Рузика (род.10.07.2014).